# Астрагал еспарцетний
Астрага́л еспарце́тний (Astragalus onobrychis L.) — рослина роду астрагал родини бобових.

## Народні назви

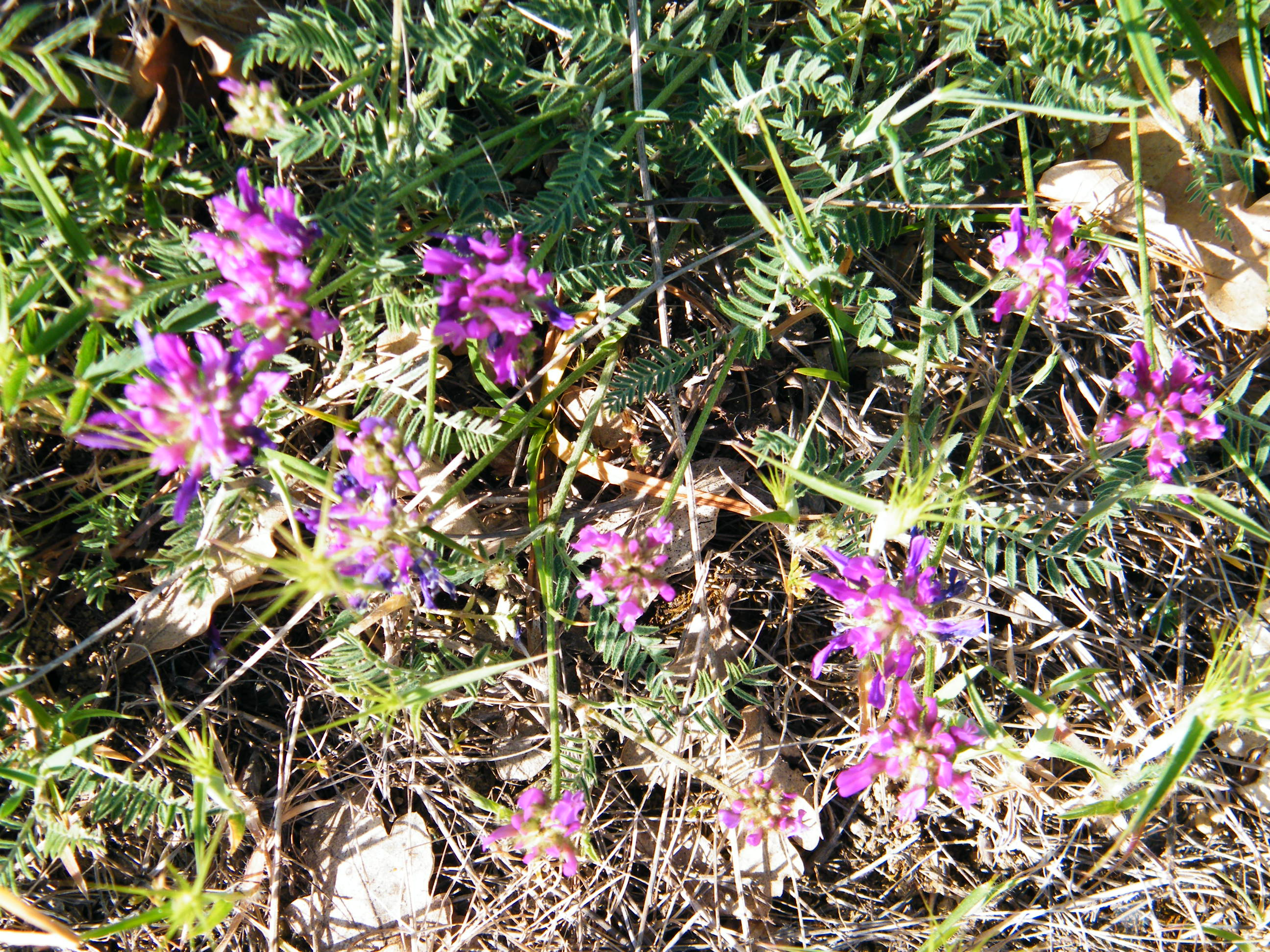
Астрагал еспарцетний в районі бухти Ласпі

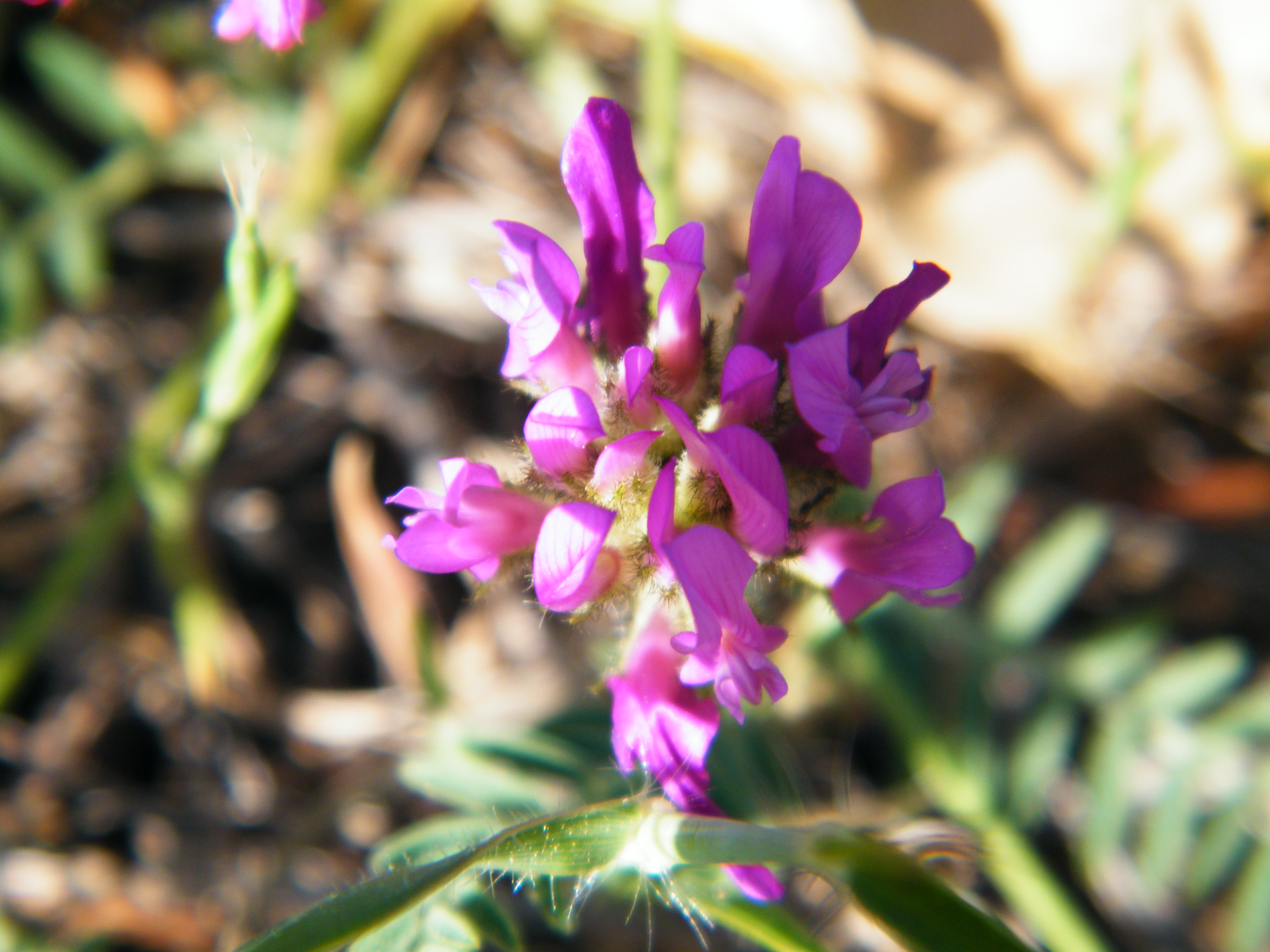
Квітка Астрагала еспарцетного

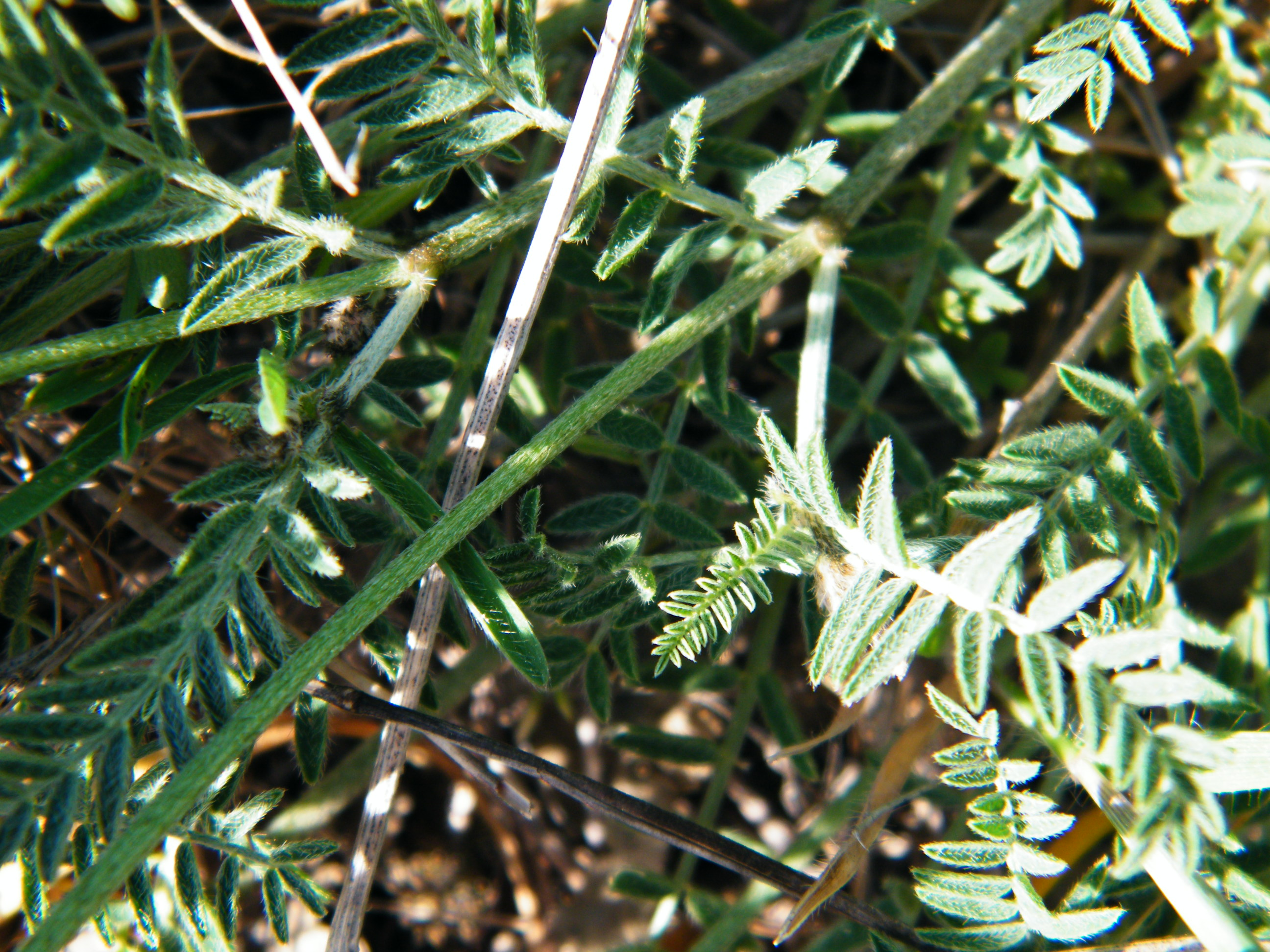
Листя Астрагала еспарцетного

Вовчий горошок степовий, горох гадючий, горох кошачий, портянець.

## Морфологія
Багаторічна трав'яна рослина. Стебла висотою 30-80 см, прямостоячі або висхідні, розгалужені. Листя непарноперисті, складаються з 15-31 листочків. Квітконоси довші за листя. Суцвіття — густа кисть, головчаста або довгаста. Квітки майже сидячі; чашечка короткозубчаста, віночок метеликовий, лилово-пурпуровий. Плід — довгасто-яйцеподібний, загострений, пухнастий боб, довший за чашечку. Насіння округло-брунькоподібне, червонувато-коричневе. Цвіте у червні — липні. Плоди дозрівають в липні — серпні.

## Екологія
Росте на степових ділянках, схилах, оголеннях, пісках.

## Поширення
Середземноморський (причорноморсько-малоазійський) вид. Зустрічається зазвичай по всій Україні, за винятком лісових районів, де рідкісніший.

### Природний ареал
- Африка
  - Північна Африка: Алжир
- Азія
  - Кавказ: Росія — Чечня, Інгушетія, Дагестан, Кабардино-Балкарія, Карачаєво-Черкесія, Краснодарський край, Північна Осетія, Ставропольський край
  - Середня Азія: Казахстан
  - Монголія
  - Сибір: Республіка Алтай, Алтайський край, Челябінська область, Курганська область, Новосибірська область, Омська область, Свердловська область, Тюменська область
  - Західна Азія: Туреччина
- Європа
  - Східна Європа: Молдова; Російська Федерація — європейська частина; Україна
  - Середня Європа: Австрія; Чехословаччина; Угорщина; Польща; Швейцарія
  - Південно-Східна Європа: Албанія; Болгарія; країни колишньої Югославії; Греція; Італія; Румунія
  - Південно-Західна Європа: Франція; Іспанія

## Класифікація
До Червоної книги України занесений Астрагал дніпровський (Astragalus borysthenicus), який у деяких джерелах розглядається як синонім Астрагала еспарцетного. Всі частини Астрагала еспарцетного значно дрібніші ніж у Астрагала дніпровського. Листя довгасті, часто уздовж складені. Віночок рожево-ліловий. Зубці чашечки в 2-3 рази довше трубки трубки (у Астрагала дніпровського вони рівні трубці).

## Хімічний склад
Рослина в період цвітіння містить 23,6 % протеїну, 3,9 % жиру, 20 % клітковини, 43,1 % безазотистих екстрактивних речовин.

## Застосування
Хороша кормова рослина, близька за поживністю до еспарцету. Перспективна для посівів при залуженні крутих схилів. Декоративне, придатне для великих барвистих масивів.

### Застосування у народній медицині
В народній медицині використовується трава, корінь і насіння. В листках і стеблах містяться алкалоїди, а також аскорбінова кислота.